# Alfons Härtel
Alfons Maria Härtel (* 17. April 1900 in Rabsen bei Glogau; † 18. April 1970 in Stuttgart) war ein deutscher katholischer Geistlicher.

## Werdegang
Härtel studierte katholische Theologie in Breslau. Dort empfing er am 17. März 1923 die Weihe zum Priester. Nach Kaplansjahren an der Heilig-Kreuz-Kirche in Breslau wurde er zum Leiter der Rundfunk-Arbeitsgemeinschaft der deutschen Katholiken am Reichssender Breslau bestellt. Nachdem die Nationalsozialisten ein Sendeverbot verhängt hatten, war er von 1934 bis 1945 Stadtpfarrer in Breslau.
Am 18. Februar 1945 kam er nach Altötting und wurde dort Sonderseelsorger für die Umquartierten. Im Februar 1946 beauftragte ihn der Rottenburger Bischof Joannes Baptista Sproll mit der Seelsorge an heimatlosen Deutschen, Flüchtlingen und Vertriebenen im Bistum Rottenburg. Im April 1949 übernahm er zusätzlich die St.-Hedwigsgemeinde in Stuttgart-Möhringen. 1956 wurde er zum Stadtpfarrverweser, 1959 zum Stadtpfarrer ernannt.

## Ehrungen
- Ernennung zum Päpstlichen Ehrenkaplan
- 1952: Verdienstkreuz der Bundesrepublik Deutschland